# Energy Cities
Energy Cities – stowarzyszenie władz miast będących w okresie transformacji energetycznej - przechodzenia do rozproszonej energetyki odnawialnej i wzmacniania demokracji. Utworzone w 1990 r. zrzesza obecnie ponad 1000 miast w 30 krajach. W latach 2017–2020, Prezydencję Energy Cities sprawuje miasto Heidelberg. 
Sieć opracowała raport "30 propozycji Energy Cities prowadzących do transformacji energetycznej obszarów miejskich". Propozycje te dostarczają praktycznych odpowiedzi na problemy w obszarze energetycznej transformacji, wspólne dla wszystkich miast, a są oparte na innowacyjnych koncepcjach i praktycznych doświadczeniach. 
Do europejskiego stowarzyszenia należy w Polsce Stowarzyszenie Gmin Polska Sieć „Energie Cités”.